# Прессекретар Білого дому
Прессекретар Білого дому (англ. White House Press Secretary) — старша посадова особа Білого дому, головним обов'язком якої є представництво виконавчої гілки федеральної влади США, особливо президента, старших помічників та керівників, а також державної політики.
5 травня 2022 року Джо Байден оголосив, що після того як Джен Псакі піде з посади, прессекретарем Білого дому стане Карін Жан-П'єр. Включно із Жан-П'єр, останніми п'ятьми прессекретарями Білого дому поспіль були жінки.

## Список прессекретарів
| №  | Ім'я                | Початок повноважень | Кінець повноважень             | Строк повноважень                | Президент                |
| -- | ------------------- | ------------------- | ------------------------------ | -------------------------------- | ------------------------ |
| 1  | Джордж Акерсон      | 4 березня 1929      | 16 березня 1931                | 2 роки, 12 днів                  | Герберт Гувер            |
| 2  | Теодор Джослін      | 16 березня 1931     | 4 березня 1933                 | 1 рік, 353 дні                   | Герберт Гувер            |
| 3  | Стівен Ірлі         | 4 березня 1933      | 29 березня 1945                | 12 років, 25 днів                | Франклін Рузвельт        |
| 4  | Джонатан Деніелс    | 29 березня 1945     | 15 травня 1945                 | 0 років, 47 днів                 | Франклін Рузвельт        |
| 4  | Джонатан Деніелс    | 29 березня 1945     | 15 травня 1945                 | 0 років, 47 днів                 | Гаррі Трумен             |
| 5  | Чарлі Росс          | 15 травня 1945      | 5 грудня 1950                  | 5 років, 204 дні                 |                          |
|    | Стівен Ірлі         | 5 грудня 1950       | 18 грудня 1950                 | 0 років, 13 днів                 |                          |
| 6  | Джозеф Шорт         | 5 грудня 1950       | 18 вересня 1952                | 1 рік, 288 днів                  |                          |
| 7  | Роджер Таббі        | 18 вересня 1952     | 20 січня 1953                  | 0 років, 124 дні                 |                          |
| 8  | Джеймс Хагерті      | 20 січня 1953       | 20 січня 1961                  | 8 років, 0 днів                  | Дуайт Ейзенхауер         |
| 9  | П'єр Селінджер      | 20 січня 1961       | 19 березня 1964                | 3 роки, 59 днів                  | Джон Кеннеді             |
| 9  | П'єр Селінджер      | 20 січня 1961       | 19 березня 1964                | 3 роки, 59 днів                  | Ліндон Джонсон           |
| 10 | Джордж Ріді         | 19 березня 1964     | 8 липня 1965                   | 1 рік, 111 днів                  |                          |
| 11 | Білл Мойерс         | 8 липня 1965        | 1 лютого 1967                  | 1 рік, 208 днів                  |                          |
| 12 | Джордж Крістіан     | 1 лютого 1967       | 20 січня 1969                  | 1 рік, 354 дні                   |                          |
| 13 | Рон Зіглер          | 20 січня 1969       | 9 серпня 1974                  | 5 років, 201 день                | Річард Ніксон            |
| 14 | Джеральд Терхорст   | 9 серпня 1974       | 9 вересня 1974                 | 0 років, 31 день                 | Джеральд Форд            |
| 15 | Рон Нессен          | 9 вересня 1974      | 20 січня 1977                  | 2 роки, 133 дні                  | Джеральд Форд            |
| 16 | Джоді Пауелл        | 20 січня 1977       | 20 січня 1981                  | 4 роки, 0 днів                   | Джиммі Картер            |
| 17 | Джеймс Брейді       | 20 січня 1981       | 30 березня 1981/ 20 січня 1989 | 0 років, 69 днів/8 років, 0 днів | Рональд Рейган           |
|    | Ларрі Спікс         | 30 березня 1981     | 1 лютого 1987                  | 5 років, 308 днів                | Рональд Рейган           |
| 18 | Марлін Фіцвотер     | 1 лютого 1987       | 20 січня 1993                  | 5 років, 354 дні                 | Рональд Рейган           |
| 18 | Марлін Фіцвотер     | 1 лютого 1987       | 20 січня 1993                  | 5 років, 354 дні                 | Джордж Герберт Вокер Буш |
|    | Джордж Стефанопулос | 20 січня 1993       | 7 червня 1993                  | 0 років, 138 днів                | Білл Клінтон             |
| 19 | Ді Ді Майерс        | 20 січня 1993       | 22 грудня 1994                 | 1 рік, 336 днів                  | Білл Клінтон             |
| 20 | Майк МакКеррі       | 22 грудня 1994      | 4 серпня 1998                  | 3 роки, 225 днів                 | Білл Клінтон             |
| 21 | Джо Локхарт         | 4 серпня 1998       | 30 вересня 2000                | 2 роки, 56 днів                  | Білл Клінтон             |
| 22 | Джейк Сіверт        | 30 вересня 2000     | 20 січня 2001                  | 0 років, 112 днів                | Білл Клінтон             |
| 23 | Арі Флейшер         | 20 січня 2001       | 15 липня 2003                  | 2 роки, 176 днів                 | Джордж Вокер Буш         |
| 24 | Скотт Макклеллан    | 15 липня 2003       | 10 травня 2006                 | 2 роки, 299 днів                 | Джордж Вокер Буш         |
| 25 | Тоні Сноу           | 10 травня 2006      | 14 вересня 2007                | 1 рік, 127 днів                  | Джордж Вокер Буш         |
| 26 | Дана Періно         | 14 вересня 2007     | 20 січня 2009                  | 1 рік, 128 днів                  | Джордж Вокер Буш         |
| 27 | Роберт Гіббс        | 20 січня 2009       | 11 лютого 2011                 | 2 роки, 22 дні                   | Барак Обама              |
| 28 | Джей Карні          | 11 лютого 2011      | 20 червня 2014                 | 3 роки, 129 днів                 | Барак Обама              |
| 29 | Джош Ернест         | 20 червня 2014      | 20 січня 2017                  | 2 роки, 214 днів                 | Барак Обама              |
| 30 | Шон Спайсер         | 20 січня 2017       | 21 липня 2017                  | 0 років, 182 дні                 | Дональд Трамп            |
| 31 | Сара Сандерс        | 21 липня 2017       | 1 липня 2019                   | 1 рік, 345 днів                  | Дональд Трамп            |
| 32 | Стефані Грішем      | 1 липня 2019        | 7 квітня 2020                  | 0 років, 281 день                | Дональд Трамп            |
| 33 | Кейлі Мак-Енані     | 7 квітня 2020       | 20 січня 2021                  | 0 років, 288 днів                | Дональд Трамп            |
| 34 | Джен Псакі          | 20 січня 2021       | 13 травня 2022                 | 1 рік, 113 днів                  | Джо Байден               |
| 35 | Карін Жан-П'єр      | 13 травня 2022      | 20 січня 2025                  | 2 роки, 252 дні                  | Джо Байден               |
| 36 | Керолайн Левітт     | 20 січня 2025       | чинна                          | 0 років, 64 дні                  | Дональд Трамп            |

## Нотатки
1. ↑  Брейді формально зберігав звання прессекретаря до закінчення адміністрації Рейгана 1989 року, але не виконував свої обов'язки після того, як отримав вогнепальне поранення під час замаху на вбивство 1981 року. Спікс і Фіцвотер були де-факто прессекретарями.